# Giovanni D’Ercole
Giovanni D’Ercole FDP (ur. 5 października 1947 w Morino) – włoski duchowny katolicki, biskup diecezjalny Ascoli Piceno w latach 2014–2020.

## Życiorys

### Prezbiterat
Święcenia kapłańskie otrzymał 5 października 1974 w zgromadzeniu orionistów. Po święceniach pracował jako kapelan jednego z rzymskich więzień, zaś w latach 1976-1984 był misjonarzem w Wybrzeżu Kości Słoniowej. Po powrocie do kraju był proboszczem podrzymskiej parafii i przełożonym włoskiej prowincji orionistów, zaś w 1987 objął funkcję wicedyrektora watykańskiego Biura Prasowego. W latach 1990–2009 był pracownikiem watykańskiego Sekretariatu Stanu.

### Episkopat
14 listopada 2009 papież Benedykt XVI mianował go biskupem pomocniczym archidiecezji L’Aquila, ze stolicą tytularną Dusa. Sakry biskupiej udzielił mu 12 grudnia 2009 Sekretarz Stanu - kardynał Tarcisio Bertone.
12 kwietnia 2014 papież Franciszek mianował go biskupem ordynariuszem Ascoli Piceno. Ingres odbył się 10 maja 2014. 29 października 2020 tenże sam papież przyjął jego rezygnację z pełnionej funkcji.